# Paul Hulliger
Paul Hulliger (* 27. September 1887 in Grafenried, Kanton Bern; † 24. August 1969 in Riehen, Kanton Basel-Stadt, heimatberechtigt in Basel, Heimiswil und Riehen) war ein Schweizer Lehrer, Schreib- und Zeichenlehrer, Schriftentwerfer und Grafiker.

## Leben und Werk
Paul Hulliger war der Sohn des Lehrers Andreas und der Lehrerin Maria, geborene Gutknecht. Von 1903 bis 1907 besuchte er das Lehrerseminar Hofwil, wo er u. a. von Künstler Emil Prohaska (1874–1948) und vom Gesangs- und Musiklehrer Hans Klee, dem Vater von Paul Klee, unterrichtet wurde.
Während seiner Seminarzeit zeichnete und malte Hulliger teils mit Tusche und Feder und teils mit Temperafarben fünfzig alte bernische Wirtshausschilder ab. Die Basler National-Zeitung würdigte am 3. August 1969 unter dem Titel Mit Wirtshausschildern ins Lehramt diese sowohl volkskundlich als auch künstlerisch wertvolle Arbeit.
Hulliger unterrichtete mehrere Jahre als Primarlehrer in Zollikofen. Er studierte von 1912 bis 1913 an der Philosophisch-Historischen Fakultät der Universität Bern und erwarb das Diplom als Sekundarlehrer. Nach weiteren Studien in München, Zürich, Basel und Bern erwarb Hulliger auch das Zeichenlehrerdiplom. Pädagogisch geprägt wurde er durch Georg Kerschensteiners Werk Die Entwicklung der zeichnerischen Begabung des Kindes.
Hulliger heiratete 1916 Maria Hostettler und trat in den Basler Schuldienst ein, wo er an der Basler Mädchen-Realschule bis 1925 unterrichtete. An der Schule leitete er ab 1919 die Versuchsklasse für die Reform des Schreibunterrichts. Von 1921 bis 1925 unterrichtete Hulliger als Leiter der Methodik Kurse am Zeichenlehrerseminar und heiratete 1927 in zweiter Ehe Elise, geborene Müller.

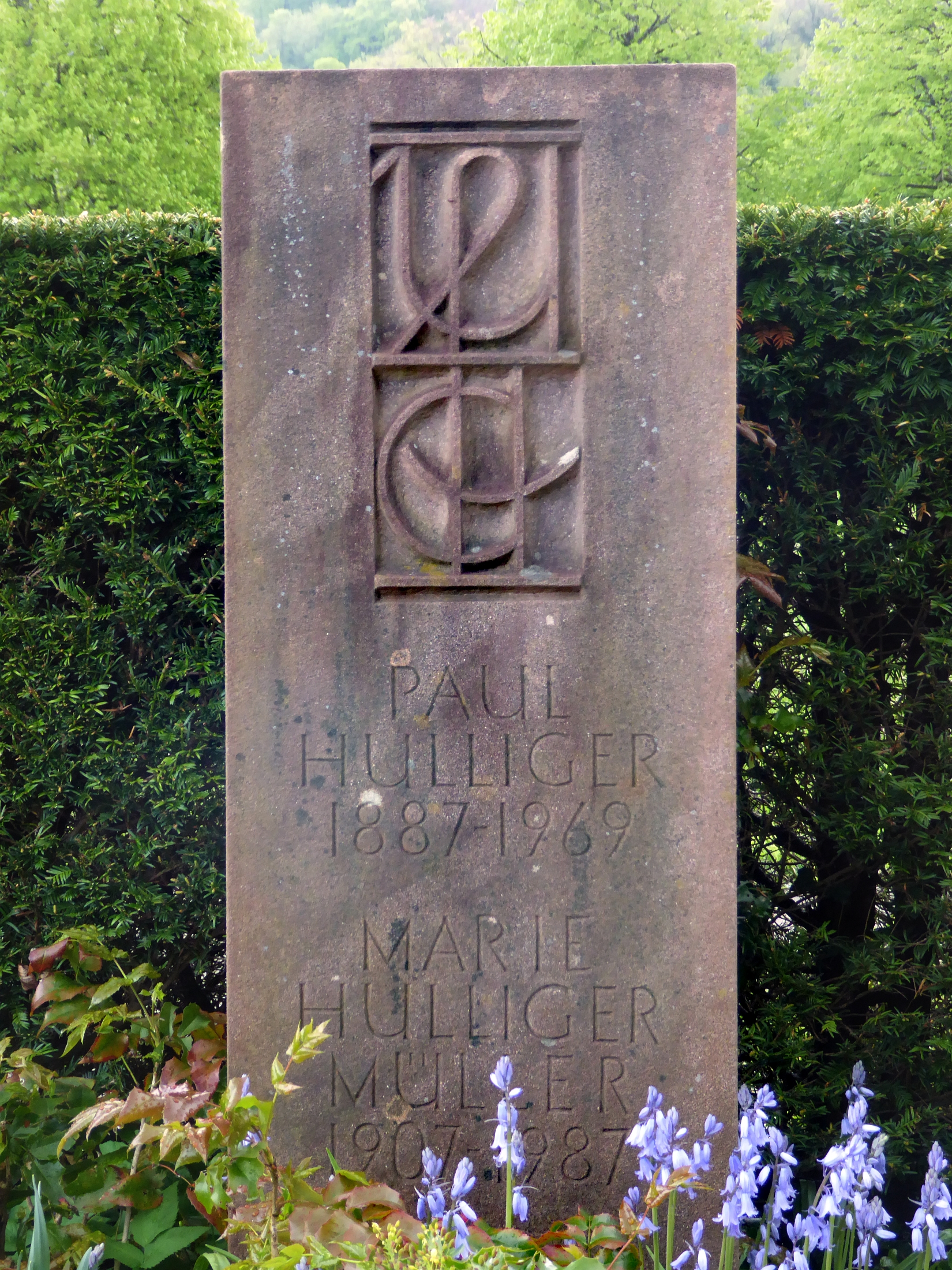
Grab auf dem Friedhof am Hörnli

Hulliger schuf in zehnjähriger Vorarbeit die «Hulliger-Schrift». Diese wurde 1926 vom Basler Erziehungsdepartement an den Schulen des Kantons Basel-Stadt eingeführt und 1936 zur Schweizer Schulschrift erklärt und in weiteren zehn Kantonen angewendet. Ähnlich wie Ludwig Sütterlin für die preussischen Schulen hatte Hulliger eine den schweizerischen Verhältnissen angepasste Handschrift-Form für Schulen und kaufmännische Berufe und die zugehörige Methode für den Schreibunterricht entworfen. Einige Jahre später befassten sich die schweizerische und eine baselstädtische Kommission, denen beiden Hulliger angehörte, wiederum mit Schriftreformen, deren Vorstellungen sich schliesslich so weit von Hulligers ursprünglichem Konzept entfernten, dass er sich nicht mehr mit ihnen identifizieren konnte. Nach über zwanzig Jahren wurde 1947 die «Hulliger-Schrift» an den Basler Schulen wieder abgeschafft.
Von 1925 bis 1953 war Hulliger als Schreib- und Zeichenlehrer am Lehrerseminar Basel tätig. Er lebte mit seiner Familie ab 1933 bis zu seinem Tod in Riehen. Dort war er als SP-Mitglied von 1945 bis 1958 im Gemeinderat und verfasste während sechs Jahren Artikel für das Jahrbuch z’Rieche.
Hulliger konnte als Lehrer am kantonalen Lehrerseminar sein pädagogisches Können bei der Ausbildung einer guten Schreibschrift weitervermitteln. Angeregt durch die Zeichnungen seiner fünf Kinder, fing er an, sich für Kinderzeichnungen als Ausdruck der psychischen und intellektuellen Entwicklung zu interessieren, und veröffentlichte zahlreiche Publikationen über seine Beobachtungen und die daraus gewonnenen Erkenntnisse. Zitat: «In der Zeichnung setzt sich der heranwachsende Mensch Schritt für Schritt in grossartiger Folgerichtigkeit mit seiner Umwelt auseinander, wobei die Farbe als Ausdruck des Gefühls verstanden werden darf.»
Viele Jahre gehörte Hulliger dem Schweizerischen Werkbund an und war Gründer der «Werkgemeinschaft für Schrift und Schreiben» (1927), der «Zeichenlehrer-Vereinigung» (1932) sowie Mitbegründer der Untergruppe Riehen des Basler Heimatschutzes (1951).
In seinen letzten Lebensjahren befasste sich Hulliger vor allem mit den übriggebliebenen Zeugen bäuerlicher und handwerklicher Lebensformen aus seiner näheren Umgebung. Die durch seine jahrelange Sammeltätigkeit zusammengekommene vielfältige Sammlung wollte Hulliger für ein geplantes Dorfmuseum in seiner Wahlheimat Riehen unterbringen, was jedoch zu seinen Lebzeiten nicht zustande kam.
Paul Hulliger fand seine letzte Ruhestätte auf dem Friedhof am Hörnli.